# 린지 엘
린지 엘(Lindsay Ell, 1989년 3월 10일 ~ )은 캐나다의 싱어송라이터이다.

## 음반 목록
- Consider This (2008)
- The Project (2017)